# 弧矢增廿一
船尾座QZ，又名船尾座b（b Puppis），CD-38 3769，HD 64503、SAO 198545、HR 3084，是船尾座的一颗恒星，视星等为4.49，位于銀經253.9，銀緯-5.93，其B1900.0坐标为赤經7h 49m 6.2s，赤緯-38° -5.93′ 14″。